# Блек-Стерджон
Блек-Стерджон (англ. Black Sturgeon) — індіанська резервація в Канаді, у провінції Манітоба, у межах невключеної частини переписної області №23.

## Населення
За даними перепису 2016 року, індіанська резервація не мала постійного населення.

## Клімат
Середня річна температура становить -3,4°C, середня максимальна – 19,8°C, а середня мінімальна – -31,8°C. Середня річна кількість опадів – 494 мм.
| Клімат поселення                              | Клімат поселення | Клімат поселення | Клімат поселення | Клімат поселення | Клімат поселення | Клімат поселення | Клімат поселення | Клімат поселення | Клімат поселення | Клімат поселення | Клімат поселення | Клімат поселення | Клімат поселення |
| Показник                                      | Січ.             | Лют.             | Бер.             | Квіт.            | Трав.            | Черв.            | Лип.             | Серп.            | Вер.             | Жовт.            | Лист.            | Груд.            |                  |
| Середній максимум, °C                         | −18,89           | −14,93           | −7,74            | 3,27             | 12,20            | 19,29            | 19,84            | 18,19            | 11,65            | 4,49             | −7,82            | −17,59           |                  |
| Середня температура, °C                       | −25,33           | −21,39           | −14,19           | −3,2             | 5,73             | 12,83            | 15,81            | 14,16            | 7,62             | 0,47             | −11,84           | −21,61           |                  |
| Середній мінімум, °C                          | −31,76           | −27,84           | −20,63           | −9,64            | −0,7             | 6,40             | 11,78            | 10,12            | 3,58             | −3,56            | −15,89           | −25,64           |                  |
| Норма опадів, мм                              | 22               | 16               | 18               | 23               | 43               | 65               | 79               | 75               | 60               | 39               | 30               | 24               |                  |
| Середньомісячна швидкість вітру, м/с          | 3.32             | 3.30             | 3.47             | 3.77             | 3.62             | 3.60             | 3.40             | 3.40             | 3.60             | 3.70             | 3.40             | 3.20             |                  |
| Середньомісячна сонячна радіація, кДж/м²·день | 2617             | 6174             | 12160            | 17716            | 20940            | 21775            | 20361            | 16115            | 10029            | 5390             | 2668             | 1729             |                  |
| --------------------------------------------- | ---------------- | ---------------- | ---------------- | ---------------- | ---------------- | ---------------- | ---------------- | ---------------- | ---------------- | ---------------- | ---------------- | ---------------- | ---------------- |
| Джерело:                                      |                  |                  |                  |                  |                  |                  |                  |                  |                  |                  |                  |                  |                  |